# Ecteinascidia flora
Ecteinascidia flora är en sjöpungsart som beskrevs av Kott 1952. Ecteinascidia flora ingår i släktet Ecteinascidia och familjen Perophoridae. Inga underarter finns listade i Catalogue of Life.